# Dispur
Dispur (in assamese দিশপুৰ) è una città dell'India di 9 191 abitanti (stima 2008) ed è la capitale dello stato di Assam, in cui è situata. Di fatto è un sobborgo sud-orientale di Guwahati.

## Geografia fisica
La città è situata a 26° 8' 60 N e 91° 46' 0 E e ha un'altitudine di 53 m s.l.m.

## Società

### Evoluzione demografica
Al censimento del 1991 Dispur contava 4 878 abitanti, a quello del 2001 7.225.

## Economia
Oltre ad essere la capitale dell'Assam, Dispur è sede del Tea Auction Centre dove vengono venduti all'asta i raccolti di tè di tutto l'Assam.